# U.S. 뱅크 타워
U.S. 뱅크 타워(영어: U.S. Bank Tower)는 미국 캘리포니아주 로스앤젤레스에 위치한 초고층 빌딩이다. 높이 310.3m로, 북아메리카 대륙의 서쪽에서 가장 높고, 2008년 시점에서 미국에서 9번째로 높다.

## 같이 보기
- 미국의 마천루 목록
- 로스앤젤레스의 마천루 목록